# Memberg
Memberg ist eine Einöde mit sechs Einwohnern in der Gemeinde Malgersdorf im niederbayerischen Landkreis Rottal-Inn.

## Geografie und Verkehrsanbindung
Memberg ist über die Bundesstraße 20, die St 2115 und die Ortsstraßen „Gmeinbauer“ und „Memberg“ an das bayrische Straßennetz angeschlossen.